# 佛朗明哥曲式
佛朗明哥曲式由不同的特點來分類，有的由主旋律，有的由出產地區，有的由歌詞。
有的甚至由唱紅的歌手來分類。
Palo 在西班牙文中，有「棒子」的意思。

## 曲式的分類

### 無樂器伴奏
有些理論家例如Mairena，認為這是佛朗明哥歌曲的起源。
包含了有tonás跟Martinetes. debla跟carcelera是從Martinetes演化出來的。